# Тёрнбалл, Александр
В Википедии есть статьи о других людях с такой фамилией.
Александр Тёрнбалл (англ. Alexander Turnbull; 6 декабря 1872, Париж, Онтарио — 27 августа 1956, Бернаби, Британская Колумбия) — канадский игрок в лакросс, чемпион летних Олимпийских игр 1908.
На Играх 1908 в Лондоне Тёрнбалл участвовал в мужском турнире, в котором его сборная заняла первое место, выиграв в единственном матче у Великобритании.